# 14e étape du Tour d'Espagne 2018
La 14e étape du Tour d'Espagne 2018 se déroule le 8 septembre 2018, entre Cistierna et Les Praeres de Nava, sur un parcours de 171 kilomètres.

## Résultats

### Classement de l'étape
| \| Classement de l'étape \| Classement de l'étape \| Classement de l'étape \| Classement de l'étape \| Classement de l'étape \| \| Coureur \| Coureur \| Pays \| Équipe \| Temps \| \| --------------------- \| --------------------- \| --------------------- \| ------------------------- \| --------------------- \| \| 1er \| Simon Yates \| Royaume-Uni \| Mitchelton-Scott \| 4 h 19 min 27 s \| \| 2e \| Miguel Ángel López \| Colombie \| Astana \| + 2 s \| \| 3e \| Alejandro Valverde \| Espagne \| Movistar Team \| + 2 s \| \| 4e \| Thibaut Pinot \| France \| Groupama-FDJ \| + 5 s \| \| 5e \| Nairo Quintana \| Colombie \| Movistar Team \| + 7 s \| \| 6e \| Steven Kruijswijk \| Pays-Bas \| LottoNL-Jumbo \| + 11 s \| \| 7e \| Enric Mas \| Espagne \| Quick-Step Floors \| + 19 s \| \| 8e \| Rigoberto Urán \| Colombie \| EF Education First-Drapac \| + 27 s \| \| 9e \| Ion Izagirre \| Espagne \| Bahrain-Merida \| + 37 s \| \| 10e \| Fabio Aru \| Italie \| UAE Team Emirates \| + 39 s \| |                    |             |                           |                 |
| |                    |             |                           |                 |
| Source : ProCyclingStats |                    |             |                           |                 |
| Classement de l'étape |                    |             |                           |                 |
| Coureur | Coureur            | Pays        | Équipe                    | Temps           |
| 1er | Simon Yates        | Royaume-Uni | Mitchelton-Scott          | 4 h 19 min 27 s |
| 2e | Miguel Ángel López | Colombie    | Astana                    | + 2 s           |
| 3e | Alejandro Valverde | Espagne     | Movistar Team             | + 2 s           |
| 4e | Thibaut Pinot      | France      | Groupama-FDJ              | + 5 s           |
| 5e | Nairo Quintana     | Colombie    | Movistar Team             | + 7 s           |
| 6e | Steven Kruijswijk  | Pays-Bas    | LottoNL-Jumbo             | + 11 s          |
| 7e | Enric Mas          | Espagne     | Quick-Step Floors         | + 19 s          |
| 8e | Rigoberto Urán     | Colombie    | EF Education First-Drapac | + 27 s          |
| 9e | Ion Izagirre       | Espagne     | Bahrain-Merida            | + 37 s          |
| 10e | Fabio Aru          | Italie      | UAE Team Emirates         | + 39 s          |

## Classements à l'issue de l'étape

### Classement général
| \| Classement général \| Classement général \| Classement général \| Classement général \| Classement général \| \| Coureur \| Coureur \| Pays \| Équipe \| Temps \| \| ------------------ \| ------------------ \| ------------------ \| ------------------------- \| ------------------ \| \| 1er \| Simon Yates \| Royaume-Uni \| Mitchelton-Scott \| 59 h 11 min 18 s \| \| 2e \| Alejandro Valverde \| Espagne \| Movistar Team \| + 20 s \| \| 3e \| Nairo Quintana \| Colombie \| Movistar Team \| + 25 s \| \| 4e \| Miguel Ángel López \| Colombie \| Astana \| + 47 s \| \| 5e \| Steven Kruijswijk \| Pays-Bas \| LottoNL-Jumbo \| + 1 min 23 s \| \| 6e \| Rigoberto Urán \| Colombie \| EF Education First-Drapac \| + 1 min 28 s \| \| 7e \| Ion Izagirre \| Espagne \| Bahrain-Merida \| + 1 min 40 s \| \| 8e \| Enric Mas \| Espagne \| Quick-Step Floors \| + 1 min 47 s \| \| 9e \| Tony Gallopin \| France \| AG2R La Mondiale \| + 1 min 55 s \| \| 10e \| Emanuel Buchmann \| Allemagne \| Bora-Hansgrohe \| + 2 min 08 s \| |                    |             |                           |                  |
| |                    |             |                           |                  |
| Source : ProCyclingStats |                    |             |                           |                  |
| Classement général |                    |             |                           |                  |
| Coureur | Coureur            | Pays        | Équipe                    | Temps            |
| 1er | Simon Yates        | Royaume-Uni | Mitchelton-Scott          | 59 h 11 min 18 s |
| 2e | Alejandro Valverde | Espagne     | Movistar Team             | + 20 s           |
| 3e | Nairo Quintana     | Colombie    | Movistar Team             | + 25 s           |
| 4e | Miguel Ángel López | Colombie    | Astana                    | + 47 s           |
| 5e | Steven Kruijswijk  | Pays-Bas    | LottoNL-Jumbo             | + 1 min 23 s     |
| 6e | Rigoberto Urán     | Colombie    | EF Education First-Drapac | + 1 min 28 s     |
| 7e | Ion Izagirre       | Espagne     | Bahrain-Merida            | + 1 min 40 s     |
| 8e | Enric Mas          | Espagne     | Quick-Step Floors         | + 1 min 47 s     |
| 9e | Tony Gallopin      | France      | AG2R La Mondiale          | + 1 min 55 s     |
| 10e | Emanuel Buchmann   | Allemagne   | Bora-Hansgrohe            | + 2 min 08 s     |

| Classement par points | Classement par points | Classement par points | Classement par points | Classement par points |
| Coureur               | Coureur               | Pays                  | Équipe                | Points                |
| --------------------- | --------------------- | --------------------- | --------------------- | --------------------- |
| 1er                   | Alejandro Valverde    | Espagne               | Movistar Team         | 101 pts               |
| 2e                    | Peter Sagan           | Slovaquie             | Bora-Hansgrohe        | 83 pts                |
| 3e                    | Benjamin King         | États-Unis            | Dimension Data        | 68 pts                |
| 4e                    | Dylan Teuns           | Belgique              | BMC Racing Team       | 68 pts                |
| 5e                    | Elia Viviani          | Italie                | Quick-Step Floors     | 66 pts                |
| 6e                    | Danny van Poppel      | Pays-Bas              | LottoNL-Jumbo         | 56 pts                |
| 7e                    | Michał Kwiatkowski    | Pologne               | Team Sky              | 54 pts                |
| 8e                    | Alessandro De Marchi  | Italie                | BMC Racing Team       | 53 pts                |
| 9e                    | Giacomo Nizzolo       | Italie                | Trek-Segafredo        | 53 pts                |
| 10e                   | Miguel Ángel López    | Colombie              | Astana                | 51 pts                |

| Classement par points | Classement par points | Classement par points | Classement par points | Classement par points |
| Coureur               | Coureur               | Pays                  | Équipe                | Points                |
| --------------------- | --------------------- | --------------------- | --------------------- | --------------------- |
| 1er                   | Alejandro Valverde    | Espagne               | Movistar Team         | 101 pts               |
| 2e                    | Peter Sagan           | Slovaquie             | Bora-Hansgrohe        | 83 pts                |
| 3e                    | Benjamin King         | États-Unis            | Dimension Data        | 68 pts                |
| 4e                    | Dylan Teuns           | Belgique              | BMC Racing Team       | 68 pts                |
| 5e                    | Elia Viviani          | Italie                | Quick-Step Floors     | 66 pts                |
| 6e                    | Danny van Poppel      | Pays-Bas              | LottoNL-Jumbo         | 56 pts                |
| 7e                    | Michał Kwiatkowski    | Pologne               | Team Sky              | 54 pts                |
| 8e                    | Alessandro De Marchi  | Italie                | BMC Racing Team       | 53 pts                |
| 9e                    | Giacomo Nizzolo       | Italie                | Trek-Segafredo        | 53 pts                |
| 10e                   | Miguel Ángel López    | Colombie              | Astana                | 51 pts                |

| Classement de la montagne | Classement de la montagne    | Classement de la montagne | Classement de la montagne  | Classement de la montagne |
| Coureur                   | Coureur                      | Pays                      | Équipe                     | Points                    |
| ------------------------- | ---------------------------- | ------------------------- | -------------------------- | ------------------------- |
| 1er                       | Luis Ángel Maté              | Espagne                   | Cofidis, Solutions Crédits | 64 pts                    |
| 2e                        | Thomas De Gendt              | Belgique                  | Lotto-Soudal               | 54 pts                    |
| 3e                        | Benjamin King                | États-Unis                | Dimension Data             | 40 pts                    |
| 4e                        | Bauke Mollema                | Pays-Bas                  | Trek-Segafredo             | 34 pts                    |
| 5e                        | Pierre Rolland               | France                    | EF Education First-Drapac  | 26 pts                    |
| 6e                        | Michał Kwiatkowski           | Pologne                   | Team Sky                   | 15 pts                    |
| 7e                        | Simon Yates                  | Royaume-Uni               | Mitchelton-Scott           | 12 pts                    |
| 8e                        | Óscar Rodríguez Garaicoechea | Espagne                   | Euskadi-Murias             | 12 pts                    |
| 9e                        | Alejandro Valverde           | Espagne                   | Movistar Team              | 10 pts                    |
| 10e                       | Miguel Ángel López           | Colombie                  | Astana                     | 10 pts                    |

| Classement de la montagne | Classement de la montagne    | Classement de la montagne | Classement de la montagne  | Classement de la montagne |
| Coureur                   | Coureur                      | Pays                      | Équipe                     | Points                    |
| ------------------------- | ---------------------------- | ------------------------- | -------------------------- | ------------------------- |
| 1er                       | Luis Ángel Maté              | Espagne                   | Cofidis, Solutions Crédits | 64 pts                    |
| 2e                        | Thomas De Gendt              | Belgique                  | Lotto-Soudal               | 54 pts                    |
| 3e                        | Benjamin King                | États-Unis                | Dimension Data             | 40 pts                    |
| 4e                        | Bauke Mollema                | Pays-Bas                  | Trek-Segafredo             | 34 pts                    |
| 5e                        | Pierre Rolland               | France                    | EF Education First-Drapac  | 26 pts                    |
| 6e                        | Michał Kwiatkowski           | Pologne                   | Team Sky                   | 15 pts                    |
| 7e                        | Simon Yates                  | Royaume-Uni               | Mitchelton-Scott           | 12 pts                    |
| 8e                        | Óscar Rodríguez Garaicoechea | Espagne                   | Euskadi-Murias             | 12 pts                    |
| 9e                        | Alejandro Valverde           | Espagne                   | Movistar Team              | 10 pts                    |
| 10e                       | Miguel Ángel López           | Colombie                  | Astana                     | 10 pts                    |

| Classement du combiné | Classement du combiné | Classement du combiné | Classement du combiné | Classement du combiné |
| Coureur               | Coureur               | Pays                  | Équipe                | Points                |
| --------------------- | --------------------- | --------------------- | --------------------- | --------------------- |
| 1er                   | Alejandro Valverde    | Espagne               | Movistar Team         | 12 pts                |
| 2e                    | Simon Yates           | Royaume-Uni           | Mitchelton-Scott      | 19 pts                |
| 3e                    | Miguel Ángel López    | Colombie              | Astana                | 24 pts                |
| 4e                    | Michał Kwiatkowski    | Pologne               | Team Sky              | 33 pts                |
| 5e                    | Benjamin King         | États-Unis            | Dimension Data        | 33 pts                |
| 6e                    | Nairo Quintana        | Colombie              | Movistar Team         | 39 pts                |
| 7e                    | Bauke Mollema         | Pays-Bas              | Trek-Segafredo        | 50 pts                |
| 8e                    | Rafał Majka           | Pologne               | Bora-Hansgrohe        | 54 pts                |
| 9e                    | Dylan Teuns           | Belgique              | BMC Racing Team       | 55 pts                |
| 10e                   | Thibaut Pinot         | France                | Groupama-FDJ          | 61 pts                |

| Classement du combiné | Classement du combiné | Classement du combiné | Classement du combiné | Classement du combiné |
| Coureur               | Coureur               | Pays                  | Équipe                | Points                |
| --------------------- | --------------------- | --------------------- | --------------------- | --------------------- |
| 1er                   | Alejandro Valverde    | Espagne               | Movistar Team         | 12 pts                |
| 2e                    | Simon Yates           | Royaume-Uni           | Mitchelton-Scott      | 19 pts                |
| 3e                    | Miguel Ángel López    | Colombie              | Astana                | 24 pts                |
| 4e                    | Michał Kwiatkowski    | Pologne               | Team Sky              | 33 pts                |
| 5e                    | Benjamin King         | États-Unis            | Dimension Data        | 33 pts                |
| 6e                    | Nairo Quintana        | Colombie              | Movistar Team         | 39 pts                |
| 7e                    | Bauke Mollema         | Pays-Bas              | Trek-Segafredo        | 50 pts                |
| 8e                    | Rafał Majka           | Pologne               | Bora-Hansgrohe        | 54 pts                |
| 9e                    | Dylan Teuns           | Belgique              | BMC Racing Team       | 55 pts                |
| 10e                   | Thibaut Pinot         | France                | Groupama-FDJ          | 61 pts                |

| Classement par équipes | Classement par équipes                   | Classement par équipes | Classement par équipes |
| Équipe                 | Équipe                                   | Pays                   | Temps                  |
| ---------------------- | ---------------------------------------- | ---------------------- | ---------------------- |
| 1re                    | Bahrain-Merida                           | Bahreïn                | 177 h 31 min 32 s      |
| 2e                     | Movistar Team                            | Espagne                | + 6 min 42 s           |
| 3e                     | Bora-Hansgrohe                           | Allemagne              | + 20 min 43 s          |
| 4e                     | Lotto NL-Jumbo                           | Pays-Bas               | + 26 min 36 s          |
| 5e                     | Sky                                      | Royaume-Uni            | + 28 min 00 s          |
| 6e                     | Dimension Data                           | Afrique du Sud         | + 33 min 48 s          |
| 7e                     | AG2R La Mondiale                         | France                 | + 35 min 07 s          |
| 8e                     | EF Education First-Drapac p/b Cannondale | États-Unis             | + 35 min 57 s          |
| 9e                     | Astana                                   | Kazakhstan             | + 42 min 19 s          |
| 10e                    | Euskadi Basque Country-Murias            | Espagne                | + 53 min 24 s          |

| Classement par équipes | Classement par équipes                   | Classement par équipes | Classement par équipes |
| Équipe                 | Équipe                                   | Pays                   | Temps                  |
| ---------------------- | ---------------------------------------- | ---------------------- | ---------------------- |
| 1re                    | Bahrain-Merida                           | Bahreïn                | 177 h 31 min 32 s      |
| 2e                     | Movistar Team                            | Espagne                | + 6 min 42 s           |
| 3e                     | Bora-Hansgrohe                           | Allemagne              | + 20 min 43 s          |
| 4e                     | Lotto NL-Jumbo                           | Pays-Bas               | + 26 min 36 s          |
| 5e                     | Sky                                      | Royaume-Uni            | + 28 min 00 s          |
| 6e                     | Dimension Data                           | Afrique du Sud         | + 33 min 48 s          |
| 7e                     | AG2R La Mondiale                         | France                 | + 35 min 07 s          |
| 8e                     | EF Education First-Drapac p/b Cannondale | États-Unis             | + 35 min 57 s          |
| 9e                     | Astana                                   | Kazakhstan             | + 42 min 19 s          |
| 10e                    | Euskadi Basque Country-Murias            | Espagne                | + 53 min 24 s          |